# Ferrari Dino (двигун)
Ferrari Dino — сімейство конструктивно схожих двигунів внутрішнього згоряння конфігурації V6 та V8, що виготовлялось компанією Ferrari протягом близько 40 років з кінця 1950-х до початку 2000-х.
Ідею конструкції двигуна висунув Альфредо (Діно) Феррарі, син Енцо Феррарі. Наприкінці 1955 року Діно запропонував Енцо Феррарі розробити новий двигун V6 для Формули-2. Незабаром після цього Альфредо тяжко захворів і йому поставили діагноз м'язова дистрофія. Під час своєї госпіталізації він обговорював технічні особливості двигуна з нещодавно найнятим інженером Вітторіо Яно. Діно не дожив до запуску двигуна; помер 30 червня 1956 року у віці 24 років.
Dino V6 був першим двигуном V6 компанії Ferrari. Двигун Dino V8 був представлений пізніше; згодом використовувався варіант із колінчастим валом із шатунними шийками, розташованими в одній площині.

## Двигун V6
Розробка Dino V6 почалась з дискусії між Вітторіо Яно, Енцо та Діно Феррарі щодо ідеального 1,5 літрового двигуна для Формули-2 1957 року. Вітторіо Яно, колишній конструктор компаній Alfa Romeo і Lancia, наполягав традиційному 60° V6 але для компанії Ferrari це питання залишалося відкритим.

### 60°
Варіант конструкції Яно з розхилом рядів циліндрів у 60°, що увібрав низку ідей від моделі Lancia Aurelia, знайшов застосування автомобілях Формули-1, Формули-2 та перегонах Гранд-прі від 1959 до початку 1960-х. З'явившись на спортивному автомобілі Dino 196 S у 1958 році з параметрами 77×71 мм (діаметр х хід поршня) та робочим об'ємом 1984 см³, двигун мав потужність у 200 к. с. (149 кВт). Наступна версія двигуна мала потужність 245 к. с. (183 кВт) при 2417 см³ і призначалась для спортивного автомобіля Dino 246 S. Ці двигуни перейшли у 1962 році до Ferrari 196 SP та Ferrari 286 SP. В останній версії цих моторів діаметр і хід поршня були 90×75 мм й робочий об'єм 2863 см³, що забезпечило потужність 256 к. с. (191 кВт).

### 65°

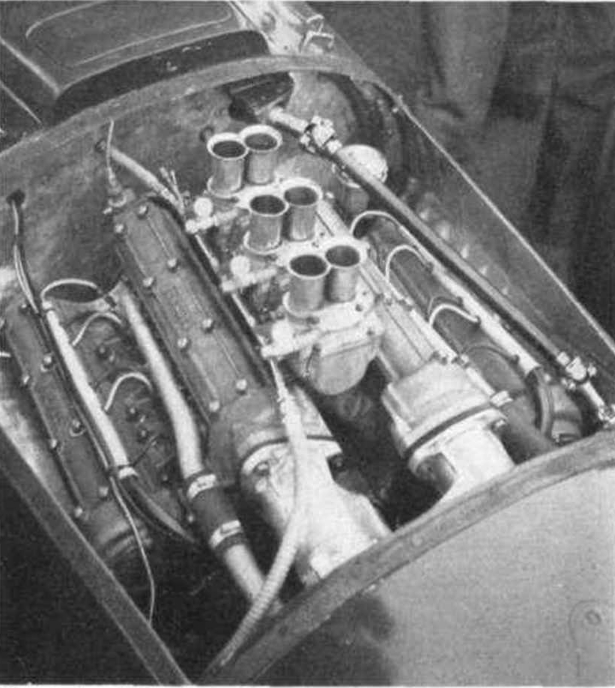
65° V6 на Dino 156 F2 № 0011 (28 квітня 1957)

Конструктори Ferrari розпочали роботу над першим двигуном Dino V6 у 1956 році, і двигун запрацював до кінця року. Двигун мав робочий об'єм 1489 см³ і його було встановлено на автомобіль Dino 156 F2, який стартував уперше на Гран-прі Неаполя у квітні 1957, де фінішував третім позаду двох автомобілів Lancia-Ferrari V8 Formula One.
Результатом творчості тріо конструкторів став єдиний у світі двигун 65° V6. Додаткові 5° у розхилі між блоками циліндрів дали можливість отримати прямі впускні отвори, яких добивався Енцо Феррарі. Оскільки цей двигун не був справжнім V6, иак як мав окремий кривошип для кожного шатуна, шатунні шийки були зміщені на 55 градусів у кожній парі циліндрів. Це забезпечувало рівномірний порядок запалювання для всього двигуна, а також однаковий інтервал між імпульсами запалювання на ряд циліндрів. Двигун працював так само плавно, як і звичайний 60° V6, але мав значно розширений потенціал для проєктування гармонійно збалансованого випускного колектора, забезпечуючи набагато кращу продуктивність. Незважаючи на те, що виробництво двигуна Dino V6 було припинене з появою двигуна V8 у Dino 308 GT4, конструкція з розхилом рядів циліндрів у 65° збереглася і надалі: вона знову з'явилася на Ferrari 456 V12 1992 року.
Двигун з метрикою 85×71 мм (2417 см³) було використано на Dino 246 S, який мав потужність 276 к. с. (206 кВт) і конфігурацію зі здвоєними розподільними валами на блок циліндрів та двома клапанами на циліндр. Задньоприводна із центральним розташуванням двигуна Ferrari 246 SP 1961 року використовувала такий же двигун, як і 246 P F1. Двигун зі збільшеним (до 2962 см³) об'ємом та 296 к. с. потужності використовувався на Dino 296 S 1959 року.
Двигун 65° Dino V6 продовжував брати участь у перегонах після 1962 року, а також ставився на дорожні автомобілі. Блок 60° більше не розроблявся після серії SP. Ferrari потрібно було у 500 серійних автомобілів встановити уніфікований двигун, який би відповідав вимогам для використання у перегонах. Також компанія працювала з Fiat над розробкою спортивного автомобіля з використанням свого двигуна в результаті чого і народився проект спортивного авто з переднім компонуванням двигуна та приводом на задні колеса під назвою «Fiat Dino».
В автомобілі Dino 166 P 1965 року встановлювалася крихітна 1593-кубова версія силового агрегату 65° V6. Діаметр і хід поршня, що відрізнялись від попередніх двигунів та становили 77×57 мм, забезпечували вражаючу потужність 173 к. с. (129 кВт). Діаметр циліндрів у 1966 році було збільшено до 86 мм, що забезпечило робочий об'єм 1987 см³ і потужність 215 к. с. (160 кВт) для автомобілів Dino 206 SP та Dino 206 S.
У 1968 році, Ferrari дебютувала з  Dino 206 GT, своїм першим дорожнім автомобілем із середнім розташуванням двигуна. Було використано 2,0-літровий двигун від 206 S з поперечним розташуванням у проміжку між задніми колесами. У порівнянні з гоночною версією 206 S двигун дорожньої 206 GT був дефорсований до 178 к. с. (132 кВт). Після виготовлення 152 автомобілів, Ferrari збільшила метрику циліндрів з 86×57 мм до 92,5×60 мм (2419 см³). Це збільшило потужність до 192 к. с. (143 кВт) при 7600 об/хв і крутний момент до 230 Н•м при 5500 об/хв, але блоки циліндрів двигуна тепер виготовлялися з чавуну, а не з алюмінієвого сплаву.
Такі ж двигуни V6 було передано команді компанії Lancia для використання у змаганнях чемпіонату WRC на Lancia Stratos HF на початку 1970-х, проте автомобілі Ferrari Dino уже перейшли на двигуни V8.
Використання:
- 2,0 л
  - 1966—1969 Fiat Dino
  - 1967—1969  Dino 206 GT[en]
- 2,4 л
  - 1969—1973 Fiat Dino
  - 1969—1974  Dino 206 GT Dino 246 GT[en]
  - 1973—1975 Lancia Stratos HF

## Двигун V8

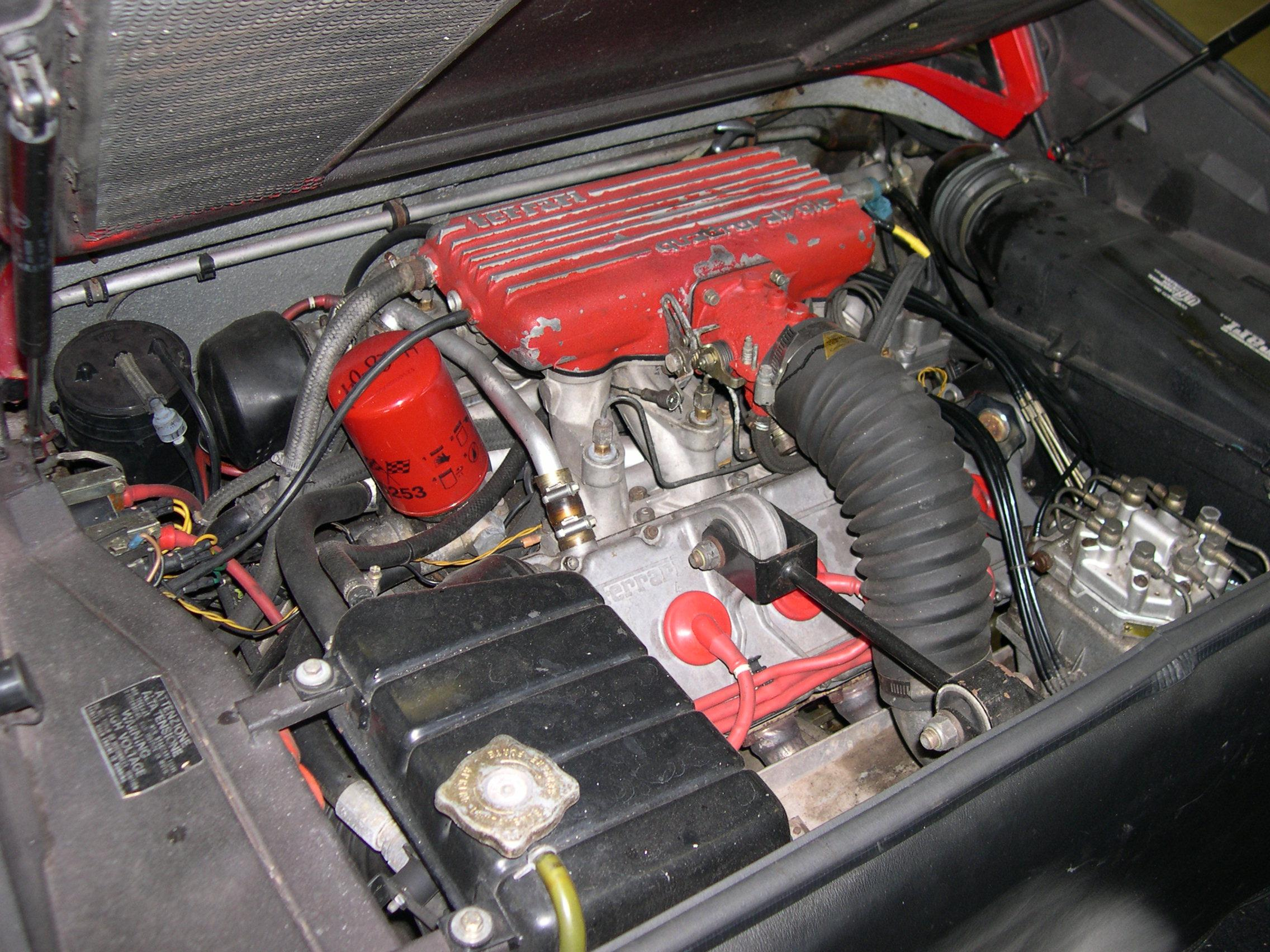
2,9 л Quattrovalvole V8 на 1984 Ferrari 308 GTB

### 2,9 л
Dino 90° V8, з діаметром циліндрів 81 мм, замінив V6 у наступній лінійці дорожніх автомобілів під брендом Dino, що випускались компанією Ferrari: Ferrari GT4 (1973) і Ferrari 308 GTB (1975). Незважаючи на те, що назва моделі вказує на об'єм 3,0 л, об'єм двигуна V8 становив 2927 см³, що округляється до 2,9 л, також це була інша DOHC 2-клапанна конструкція.
Використання:
- 1973—1976 Dino 308 GT4 (під брендом «Dino») F106AL
- 1976—1980 Ferrari 308 GT4 (під брендом «Ferrari») F106AL
- 1975—1980 308 GTB F106AB
- 1977—1980 308 GTS F106AB

#### Впорскування пального

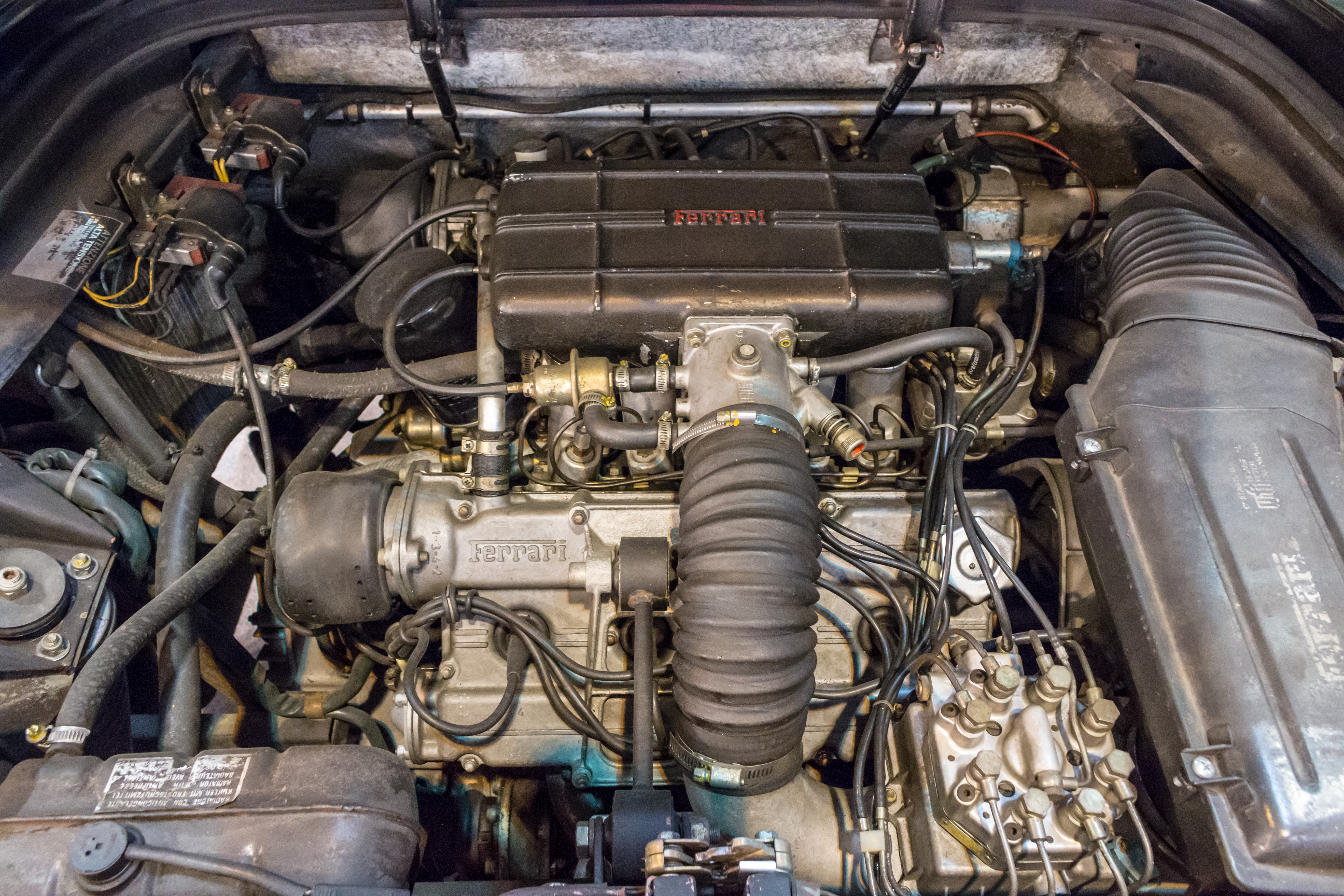
Двигун F106B

У 1980 році з'явилась модифікація з літерою «i» двигуна з робочим об'ємом у 2927 см³, на якому було встановлено систему впорскування пального.
Використання:
- 1980—1982 Mondial 8 F106B
- 1980—1982 308 GTBi & GTSi F106BB

#### Quattrovalvole

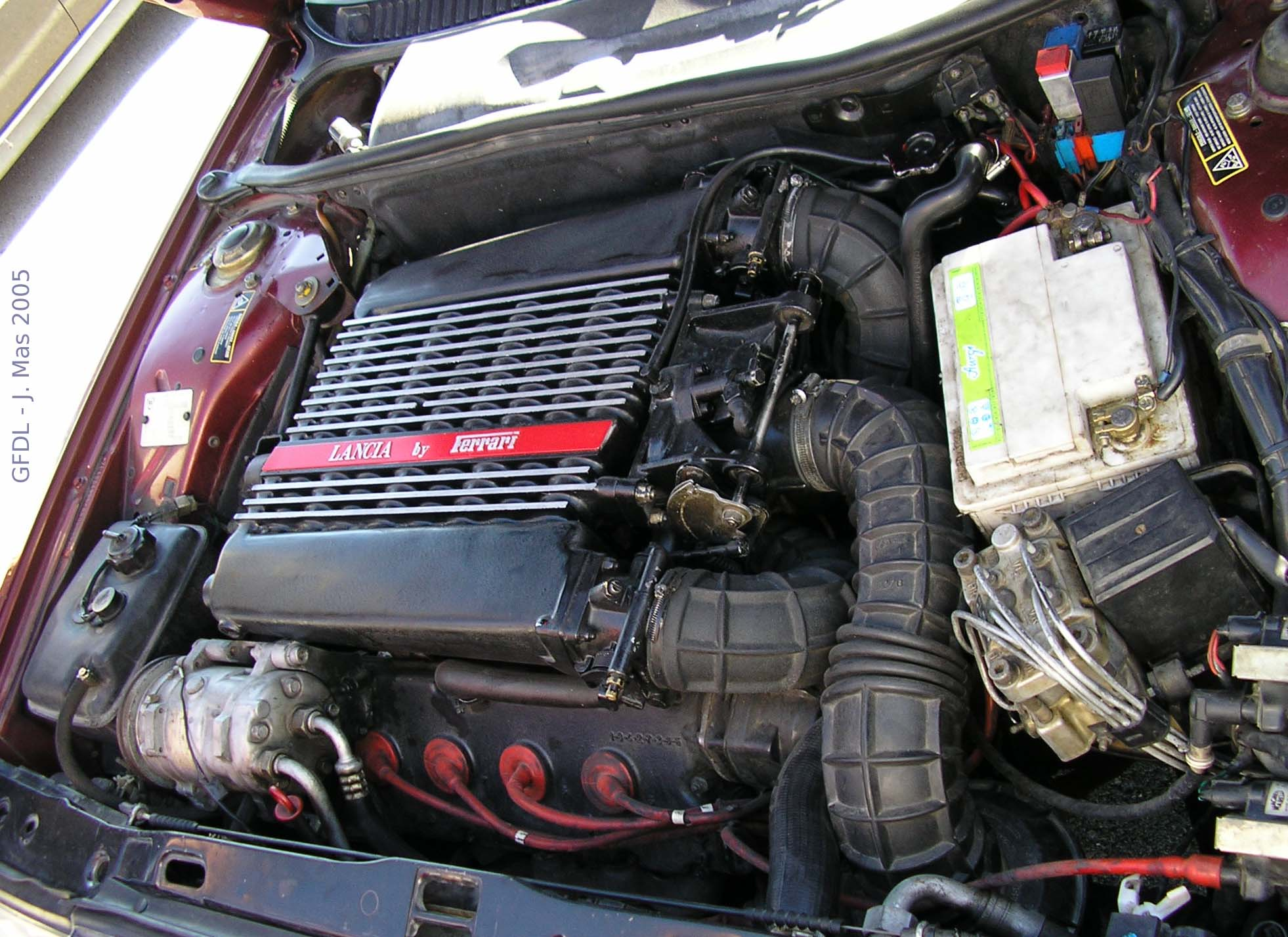
Двигун Ferrari V8 на Lancia Thema 8.32

Конфігурація двигуна з чотирма клапанами на циліндр з'явилась на Ferrari 308 GTB 1982 року і Ferrari Mondial Quattrovalvole (чи QV), повертаючи потужність до максимального значення яке було до використання систем впорскування пального — 242 к. с. (180 кВт).
Дуже незвичайний двигун Dino Quattrovalvole ставився на Lancia Thema 8•32. Він базувався на двигуні 308 QV, але використовував колінчастий вал розташуванням шатунних шийок у взаємно перпендикулярних площинах замість розташування в одній площині, як було у Ferrari. Двигун був розроблений компанією Ducati, і випускався з 1986 по 1991 рік.
Quattrovalvole також використовувався Lancia на автомобілі Lancia LC2 при спробі участі у Світовому чемпіонаті спортивних автомобілів. Двигун мав подвійний турбонаддув та зменшений робочий об'єм до 2,65 л, проте виробляв потужність 710 к. с. (530 кВт) у кваліфікаційній комплектації. Згодом об'єм двигуна було збільшено до 3,0 л що дало зростання потужності до 817 к. с. (609 кВт).
Використання:
- 1982—1985 308 GTB QV & GTS QV F105AB
- 1982—1985 Mondial QV F105A
- 1986—1991 Lancia Thema 8•32 F105L
- 1983—1991 Lancia LC2[en]

### 2,0 л
Ці невеликі варіанти V8 були в основному призначені для внутрішнього ринку, де автомобілі з двигунами об'ємом більше двох літрів зазнали майже подвоєння (до 38 %) оподаткування доданої вартості.
У 1975 році компанія випустила Dino 208 GT4. Діаметр циліндрів було зменшено з 81 до 66,8 мм але хід поршня залишився на рівні 71 мм. Відповідно потужність зменшилась з 252 к. с. (188 кВт) до 168 к. с. (125 кВт).
Використання:
- 1975—1976 208 GT4 (під брендом «Dino») F106C
- 1976—1980 208 GT4 (під брендом «Ferrari») F106C
- 1980—1982 208 GTB F106CB
- 1980—1982 208 GTS F106CB

#### Турбонаддування
У 1982 був представлений автомобіль 208 Turbo. Двигун мав потужність 217 к. с. (162 кВт), що було більше ніж у минулорічної 308 моделі із впорскуванням пального. За винятком двигуна 208 Turbo без інтеркулера, усі двигуни F1 і дорожні двигуни з наддувом з 1980 по 1989 роки були розроблені та модернізовані Нікола Матераці завдяки його досвіду роботи з пальним, паливними системами, двигунами внутрішнього згоряння, нагнітачами, накопиченому упродовж його кар'єри (Mobil, Lancia, Osella).
Використання:
- 1982—1985 208 GTB Turbo F106D
- 1982—1985 208 GTS Turbo F106D
- 1986—1989 GTB Turbo F106N
- 1986—1989 GTS Turbo F106N

F106D у музеї Енцо Феррарі
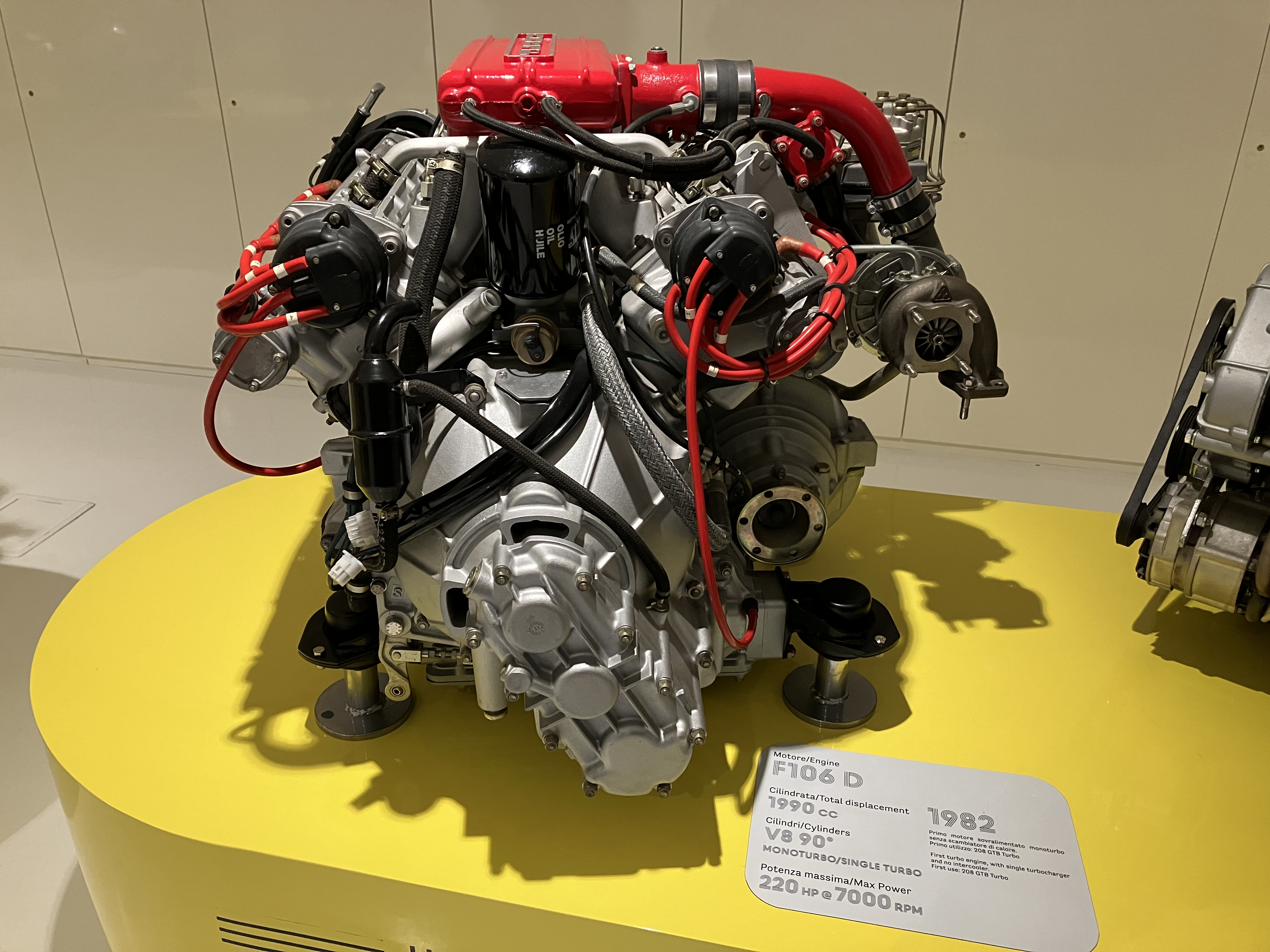
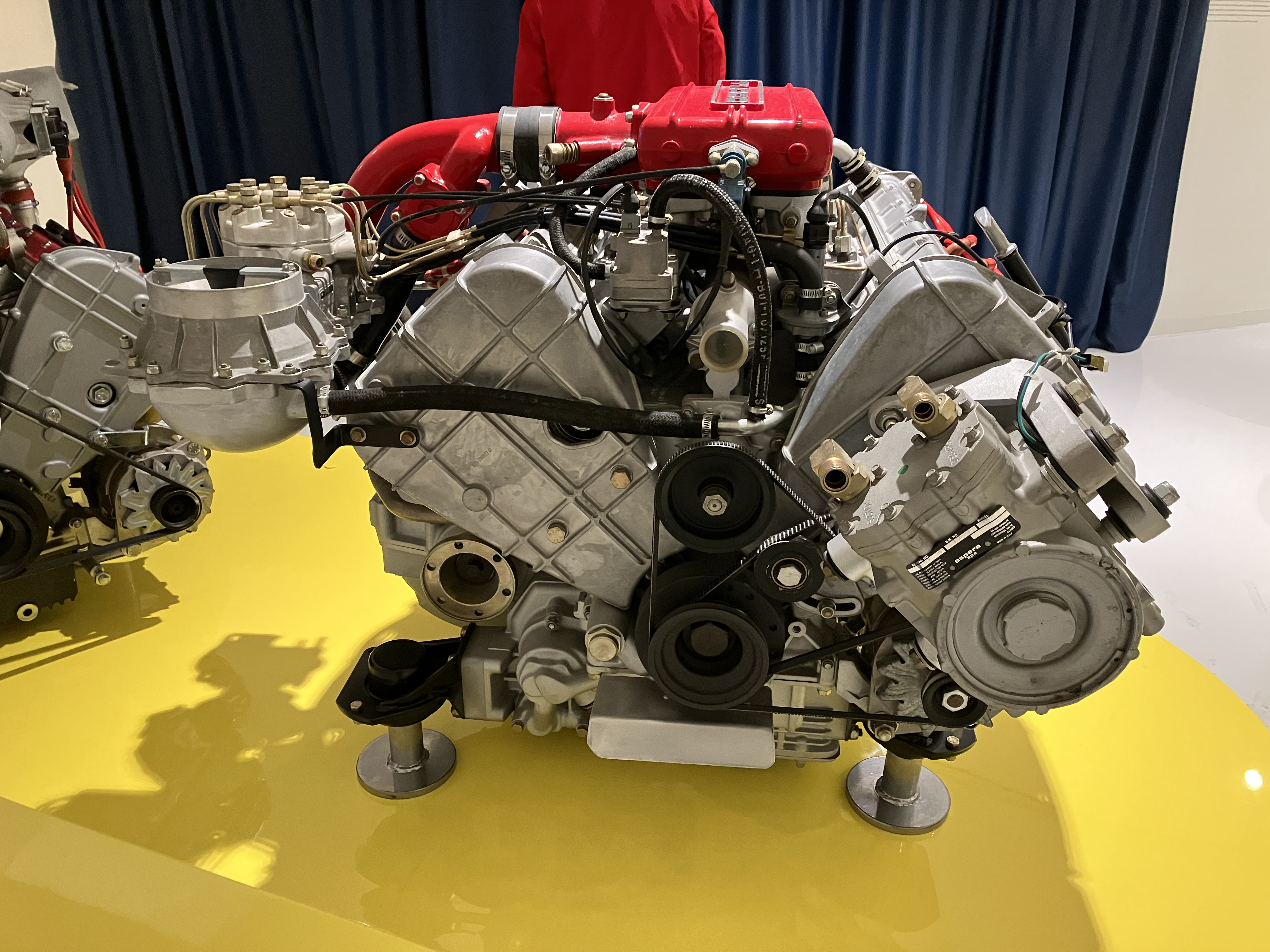

### 288 GTO
Варіант двигуна Turbo також послужив базою для розробки наступного спортивного автомобіля Ferrari 288 GTO 1984 року. Цей знаменитий автомобіль був призначений для перегонів у категорії Group B з версією двигуна 308 об'ємом 2855 см³ (діаметр отвору циліндра зменшено на 1 мм, щоб відповідати вимогам класу). З нагнітачем twin-turbo IHI, інтеркулером Behr та системою впорскування пального Weber-Marelli, GTO отримав 395 к. с. (295 кВт) від двигуна Dino.
Використання:
- 1984—1985 Ferrari 288 GTO (Конструктор: Нікола Матераці[en])[6][7][8].

### 3,2 л
На Ferrari 328 1985 року і 3.2 Mondial встановлювались 3,0-літрові QV V8 з 83×73,6 мм версії, що отримала назву Tipo F105CB. Цей 3186-кубовий без наддуву двигун розвивав потужність 266 к. с. (199 кВт).
Використання:
- 1985—1989 328 GTB & GTS
- 1985—1989 3.2 Mondial

### F117

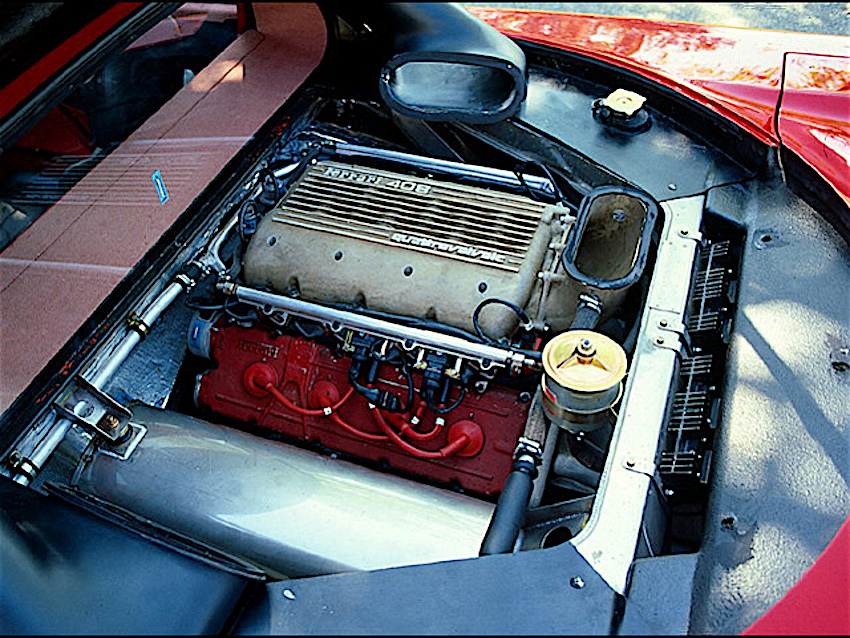
4-літровий двигун F117 на Ferrari 408 4RM.

Два прототипи Ferrari 408 4RM 1987 та 1988 року мали повернутий на 90° із поздовжнім заднім розташуванням 4,0-літровий (3,9997 см³) V8, який видавав потужність 296 к. с. (221 кВт) при 6250 об/хв і крутний момент 373 Н·м при 4500 об/хв. Двигун мав ступінь стиску 9,8:1 а діаметр та хід поршня 93 мм і 73,6 мм, відповідно (робочий об'єм двигуна у 3 9997 см³). Двигун також мав подвійні розподільні вали з чотирма клапанами на циліндр та систему вприскування палива Weber-Marelli й систему мащення із сухим картером.
Версія двигуна під назвою F117A з поперечно встановленою коробкою передач була створена та випробувана Ferrari як можливий варіант для майбутнього Ferrari 348, але було вирішено від нього відмовитися через те, що Ferrari віддавала перевагу двигунам з меншим робочим об'ємом і високими обертами. Повідомляється, що також тестувалась версія з подвійним турбонаддувом і потужністю 444 к. с. (331 кВт) при 6800 об/хв та 376 Н·м крутним моментом при 4000 об/хв.

### F120A
У 1987 році спортивний автомобіль Ferrari F40 дебютував з двигуном Tipo F120A. 3-літровий (2936,25 см³) на базі Dino тепер мав діаметр і хід поршня 82×69,5 мм та турбонаддув 1,1 бар, при яких потужність була 471 к. с. (351,5 кВт) на 7000 об/хв., а також крутний момент 577 Н·м при 4000 об/хв., одночасно у США цей двигун мав позначення Tipo F120 D де потужність його сягала 477 к. с. (356 кВт).
Використання:
- 1987—1992 F40 (Конструктор: Нікола Матераці[en])[6][7][8]  - F120 A у музеї Енцо Феррарі

F120 A у музеї Енцо Феррарі
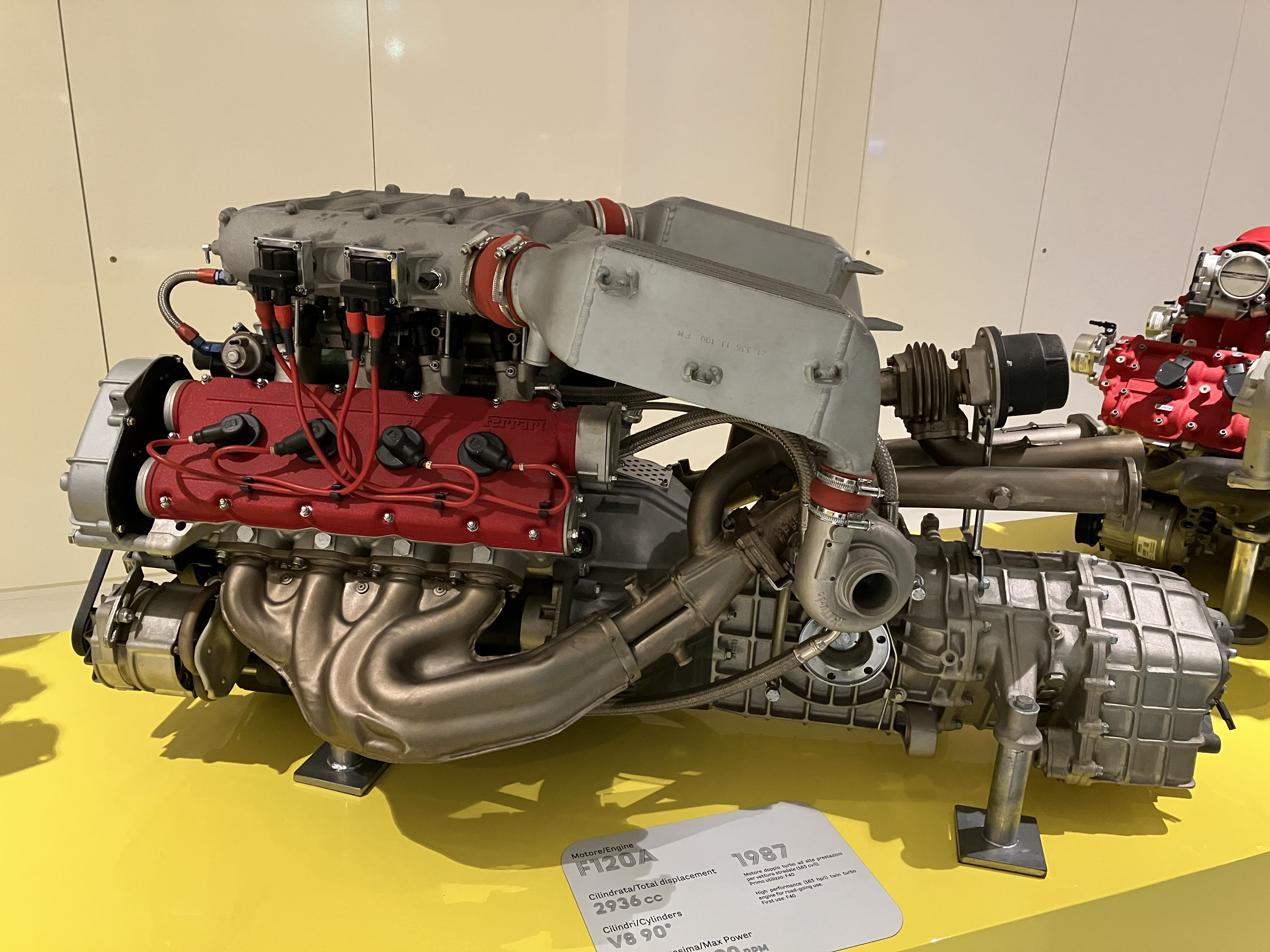
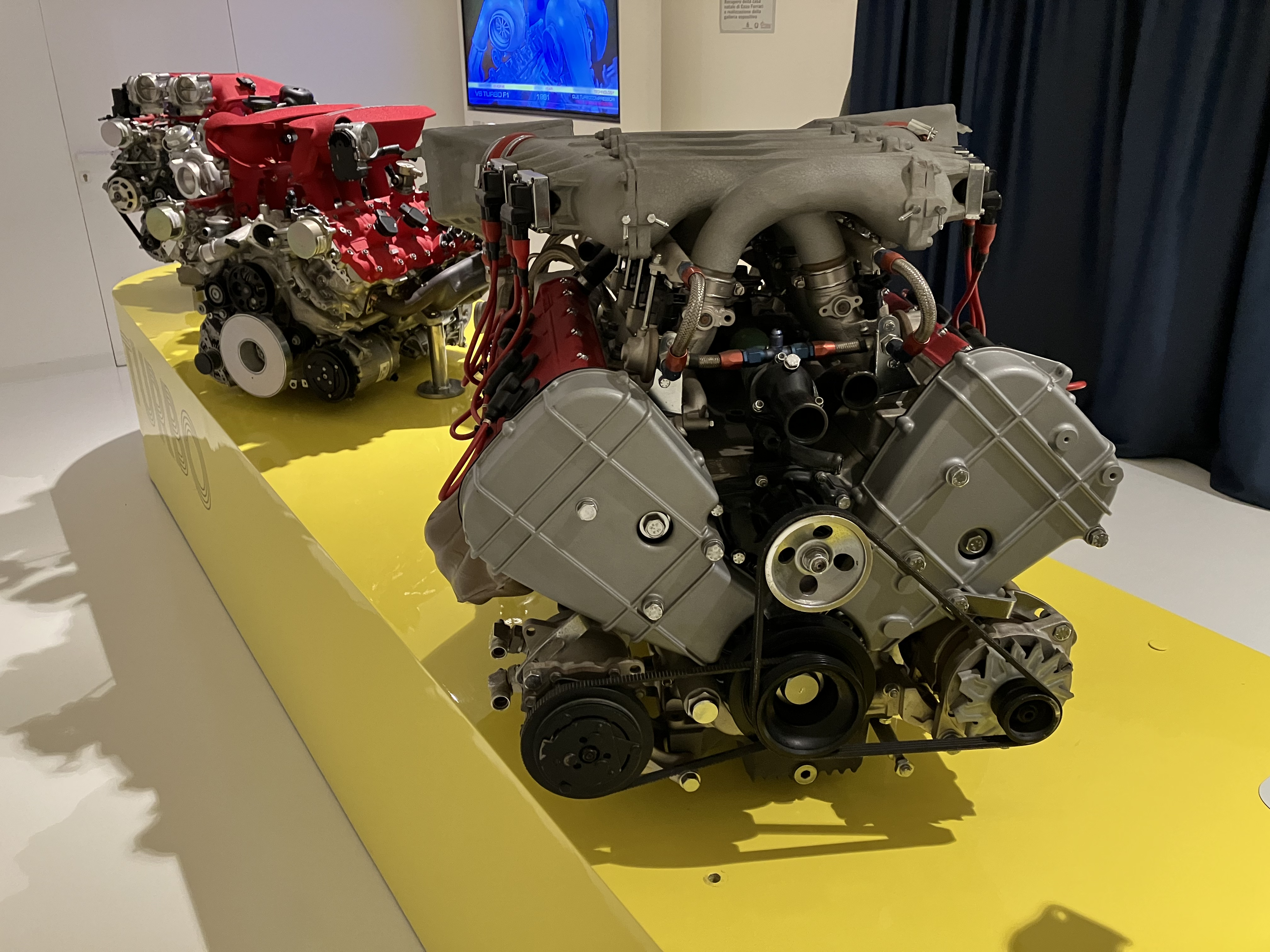
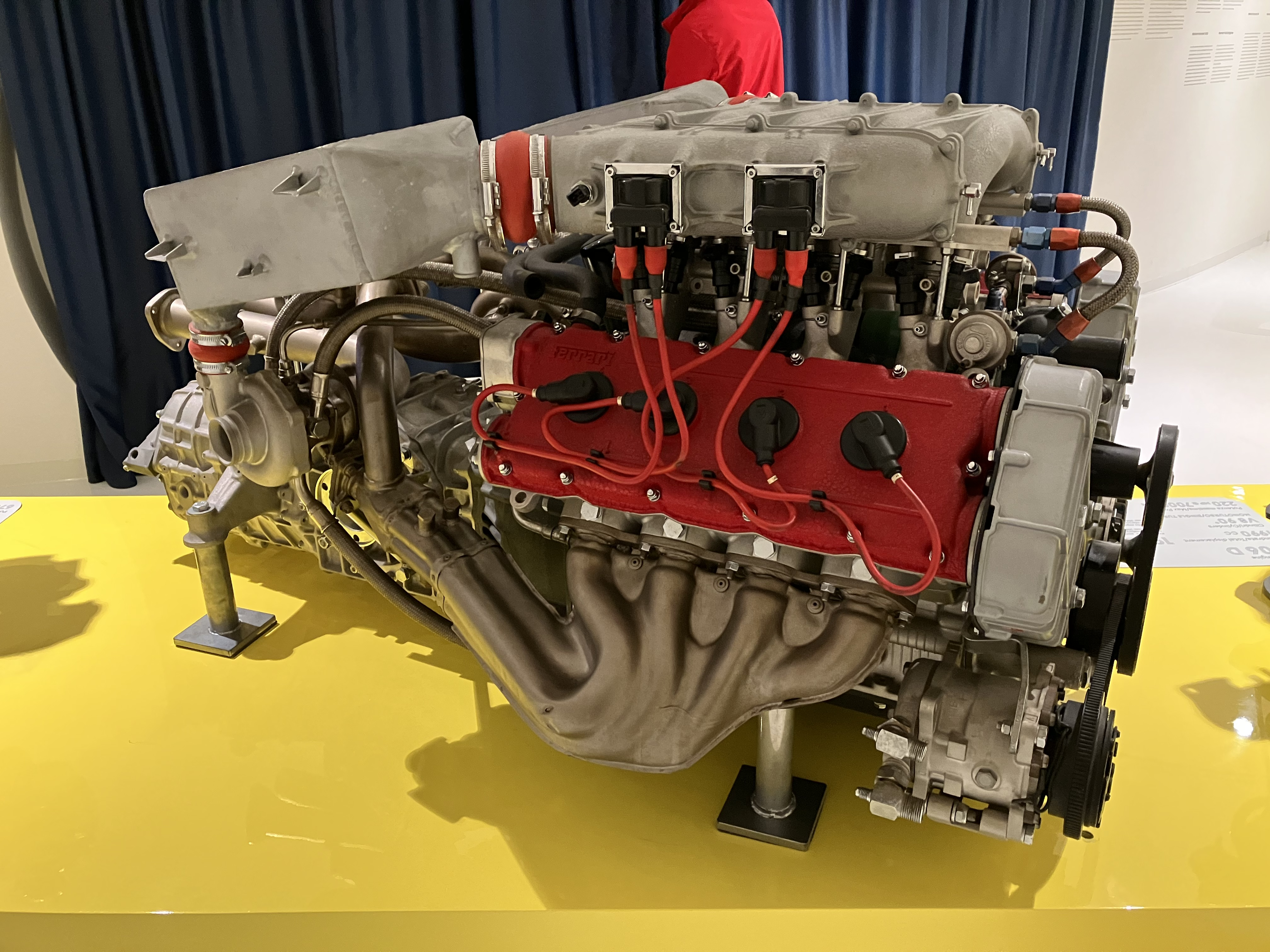

### F120B
Двигун Tipo F120 B, що був встановлений на Ferrari F40 LM, мав ті самі метричні параметри, що і F120A, але за допомогою турбонагнітача IHI тиск нагнітання було піднято до 2,6 бар і ступінь стиску було збільшено до 8,0:1, що дало 720 к. с. (540 кВт) потужності на 7500 об/хв.
Використання:
- 1989—1996 Ferrari F40 LM (Конструктор: Нікола Матераці[en])[6][8]

### 3,4 л
The 1989 introduction of the Ferrari 348 and Ferrari Mondial t saw the Dino V8 pushed to Представлення у 1989 році Ferrari 348 та Ferrari Mondial t продемонструвало збільшення об'єму Dino V8 до 3405 см³ з розмірами діаметр x хід — 85×75 мм. Потужність збільшилась до 296 к. с. (221 кВт) у Tipo F129D/G, і у переробленому варіанті Tipo F119H — до 316 к. с. (235 кВт) у пізніших Ferrari 348s.
Використання:
- Tipo F129D & Tipo F119G
  - 1989—1993 348 tb & ts
  - 1989—1993 Mondial t
  - 1993—1994 348 GTB, GTS & Spider
- Tipo F119H
  - 1994 348 GTC

### 3,5 л
Ferrari F355 1994 року отримал перший 5-клапанний двигун і на 2 мм довший хід поршня, що дало робочий об'єм 3496 см³ та потужність 375 к. с. (279 кВт). Цей Tipo F129B використовувався з 1994 до 1998. Він був модернізований як Tipo F129C, що дебютував у 1998-му та був у вжитку до 1999 року.
Використання:
- Tipo F129B
  - 1994—1998 F355 GTB & GTS
  - 1995—1998 F355 Spider
- Tipo F129C
  - 1998—1999 F355 GTB, GTS & Spider
  - 1998—1999 355 F1 GTB, GTS & Spider

F129B у музеї Енцо Феррарі
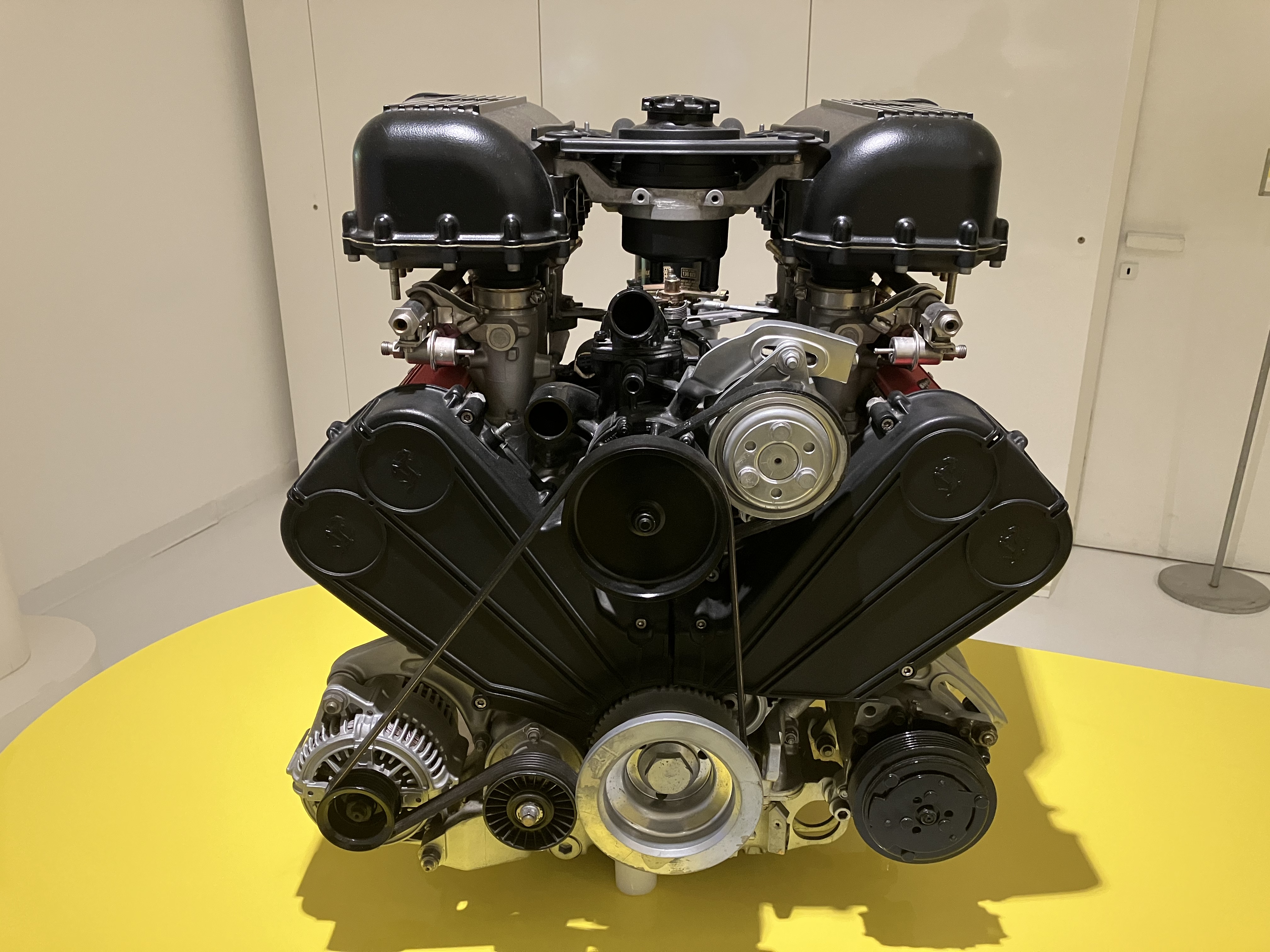
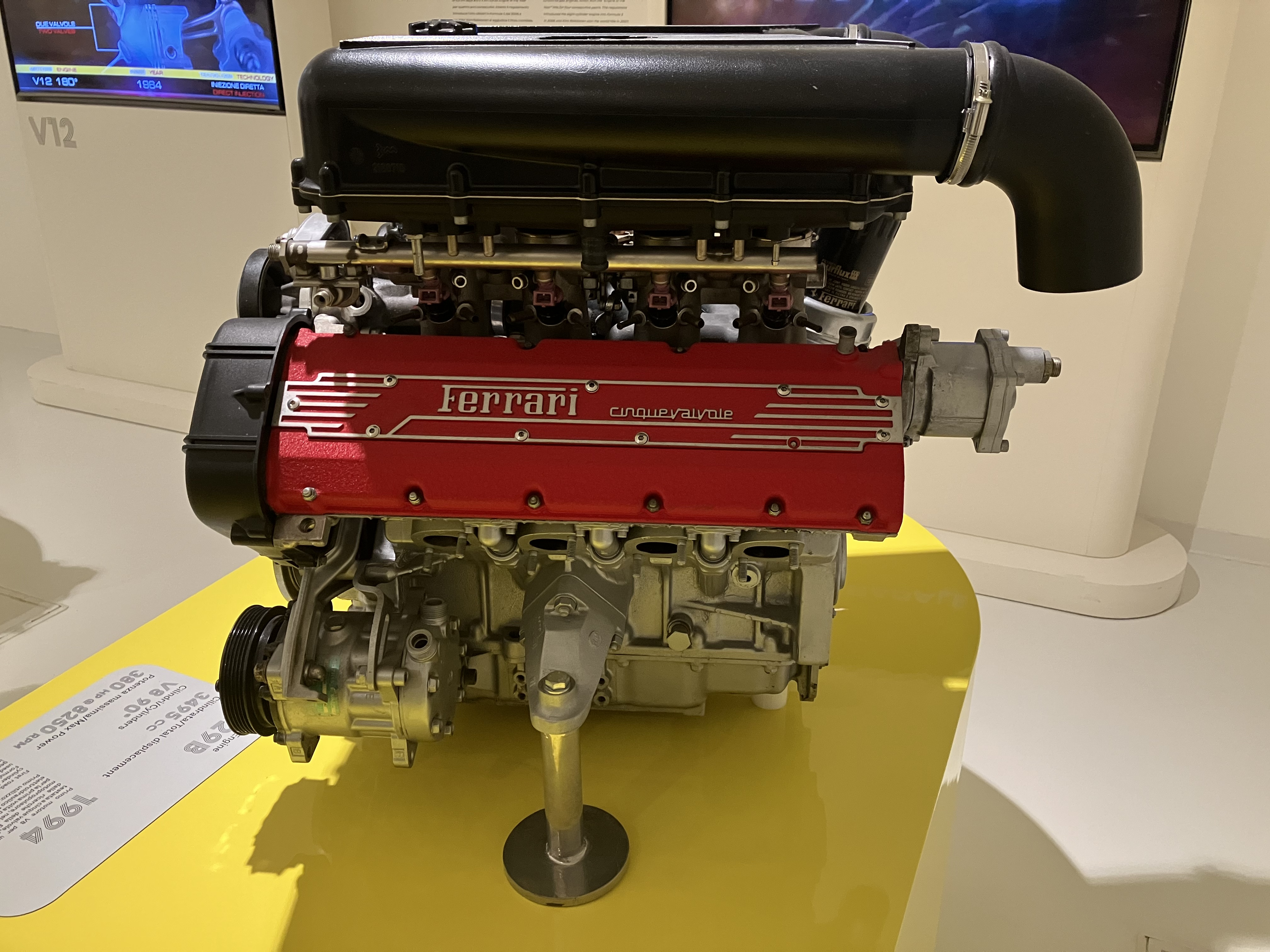
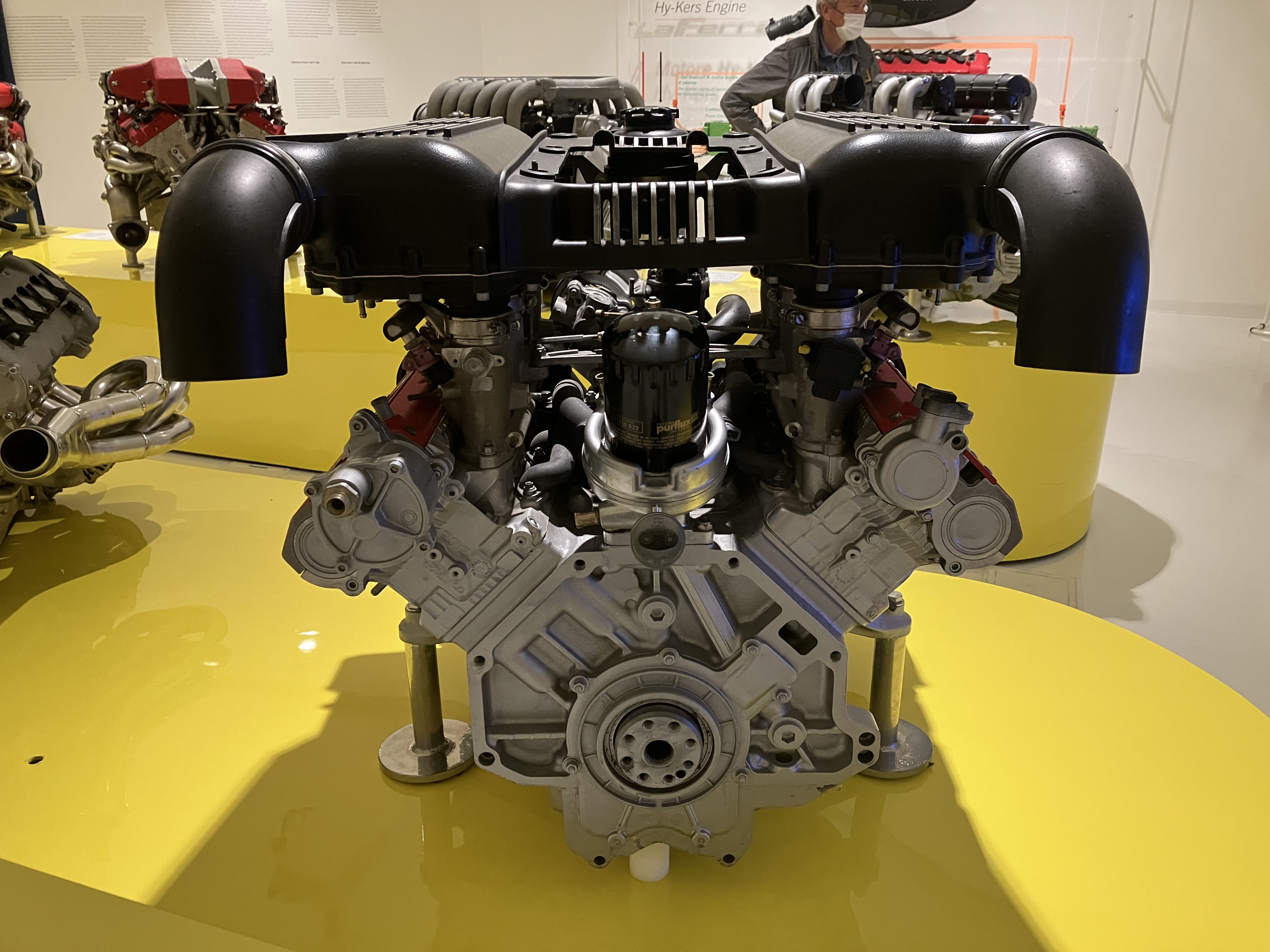

### 3,6 л
Ferrari 360 Modena 1999 року зберіг діаметр циліндрів 85-мм від двигуна F355 і 5-клапанів на циліндр, але отримав збільшений робочий хід до 79 мм, щоб знову збільшити робочий об'єм до 3586 см³ і потужність до 395 к. с. (294 кВт). Після модифікації системи впуску/випуску та збільшення ступеня стиску до 11,2:1 потужність досягла 419 к. с. (313 кВт) для Ferrari 360 Challenge Stradale. Цей Tipo F131 виготовлявся у період з 1999 до 2004 року.
Використання:
- 1999—2004 360 Modena
- 2000—2005 360 Spider
- 2003 Challenge Stradale

Tipo F131 B у музеї Енцо Феррарі
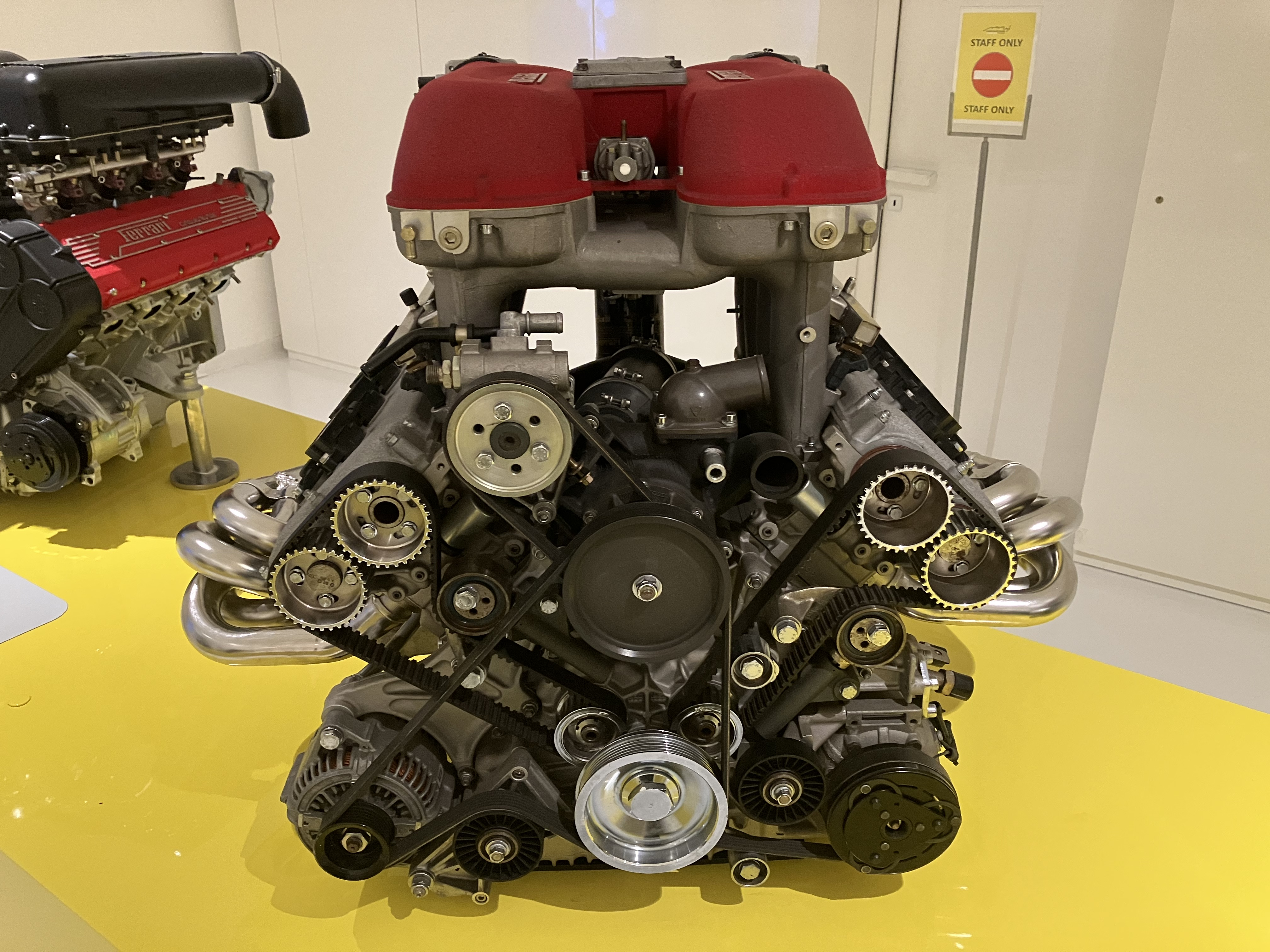
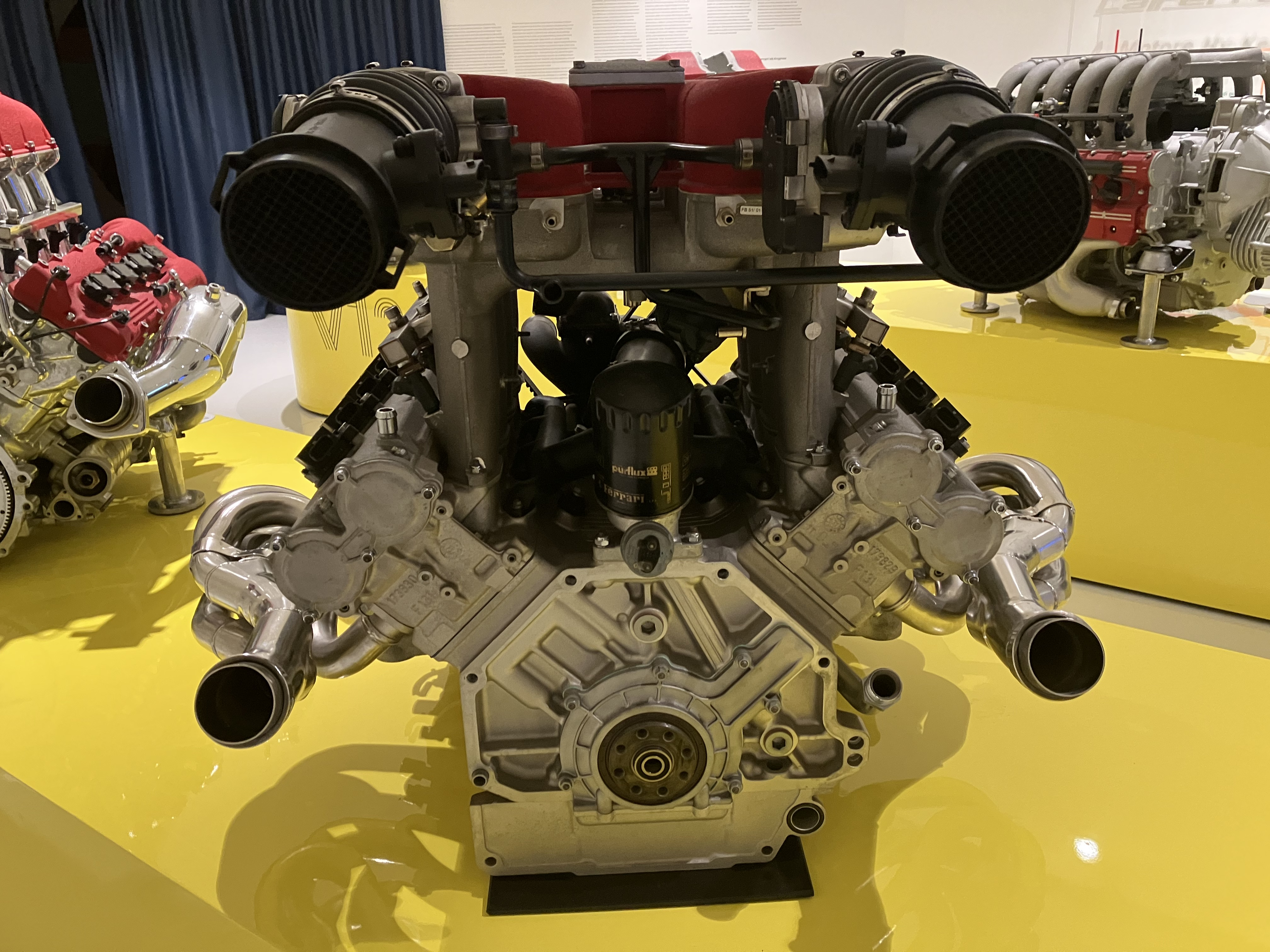

Dino V8 було знято з виробництва у 2004 році з появою нового двигуна Ferrari-Maserati F136 на автомобілі Ferrari F430.

## Двигун V12
Новий двигун Двигун Ferrari F116/F133 сімейства V12 дебютував на Ferrari 456 у 1992 році як Tipo F116. Він мав кут розхилу Dino 65° з діаметром отворів циліндрів 88 мм і той же хід поршня 75 мм, що й у Dino V8, який стояв на Ferrari 348, що випускався на момент презентації.
Його було модернізовано як Tipo F133 та встановлено у передньомоторних 550 (5,5 л) і потім на Ferrari 575M Maranello та Ferrari 612 Scaglietti (5,75 л).